# Адольф Фішер
Адольф Фі́шер (нім. Adolf Fischer, 18 листопада 1900, Одеса — 21 жовтня 1984, Потсдам) — німецький характерний кіноактор Нацистської Німеччини і НДР, а також менеджер зі створення фільмів у ДЕФА.

## Життєпис
Фішер пройшов трирічне підготування в берлінській Фольксбюне і розпочав свою першу акторську роботу 1925 року. Пізніше Фішер грав також у Театрі на Площі Ноллендорф під орудою Ервіна Піскатора і брав участь у низці пролетарських п'єс підкреслено соціалістичного спрямування. Серед його колег по сцені була низка переконаних ліваків, зокрема Ґергард Бінерт і Ернст Буш, з якими він пізніше, в часи НДР, співпрацював у соціалістичних постановках.
А втім, до 1933 року Фішер також працював у класичному розмовному театрі, далекому від усілякої політичної агітації. Наприклад, 1931 року він виступав під проводом Макса Райнгардта в постановці Людвіґа Берґера «Свята зі США» і в ролі Е. Т. А. Гофмана в «Казках Гофмана».
Актор з енергійним обличчям і видатними ніздрями, Фішер з початком ери звукового кінематографу з'являвся й на кіноекрані в багатьох характерних ролях. Як і на театральній сцені, Фішер утілював пролетарські ролі, часто зображуючи типи простого роботяги. Дебютував у кінороботі Златана Дудова «Куле Вампе, або Кому належить світ?» у типовій для себе ролі: зобразив політично свідомого спортсмена робочого класу, позитивного антигероя до молодого безробітного чоловіка, який під час голоду часів Веймарської республіки в розпачі через те, що знову не зміг знайти роботу, викидається з вікна. Серед акторів, що грали поряд з ним у цьому фільмі, були його колеги по трупі Піскатора Бінерт і Буш.
У часах націонал-соціалізму Фішер знімався в мілітаристичних стрічках, таких як «Бойовий ескадроне Лютцов, увага! Ворог слухає!», «Штуки», «D III 88», «Солдати-товариші», «Залишилася гвинтівка», «За заслугу» та ін. Фішер з'являвся і в типових для себе ролях: він зобразив вуличного музиканта у фільмі «Зелений салон», детектива у фільмі «Чоловік у сідлі», артиста у фільмі «Цирк Ренц», пілота-студента у фільмі «Квакс у подорожі», лаборанта у фільмі «Ветеринар доктор Фліммен», футболіста у фільмі «Велика гра».
У повоєнний період Фішер кардинально змінив рід занять: 1 січня 1946 року він розпочав другу кар'єру як менеджер зі створення фільмів у ДЕФА, а саме як голова художньої робочої групи Solidarität («Солідарність»). У цій функції він наглядав за створенням низки фільмів, зокрема кількох постановок провідних режисерів НДР Курта Метціґа й Златана Дудова. Від 1962 року Фішер також працював менеджером  для телебачення НДР (зокрема 1962 року в Tote reden nicht, 1965 року в Die Mutter und das Schweigen, 1968—1969 в адаптації твору Теодора Фонтане Effi Briest, 1978—1979 у дитячому фільмі Die Regentrude, його останній роботі в цій функції). Спорадично він з'являвся перед камерою 
і як актор.
31 березня 1976 року Адольф Фішер покинув державну компанію за віком.

## Вибрана фільмографія
Як актор
- 1931: «Товариство»
- 1932: «Куле Вампе»
- 1932: «Зіпсована гра»
- 1933: «Три юнги і білявка»
- 1935: «Зелене доміно»
- 1937: «Етаповий заєць»
- 1937: «Тривога в Пекіні»
- 1937: «Операція Міхаель»
- 1938: «Намордник»
- 1938: «На шовковій нитці»
- 1939: «Заворушення в Дамаску»
- 1939: «D III 88»
- 1939: «Залишилася гвинтівка»
- 1941: «Штуки»
- 1942: «Любий світ»
- 1942: «Доктор Кріппен»
- 1943: «Цирк Ренц»
- 1946: «Десь у Берліні»
- 1944—1947: «Квакс в Африці»
- 1965: «Поки в мені є життя»
- 1977: «Непоправна Барбара»